# Jacynthe René
Pour les articles homonymes, voir Jacynthe.
Jacynthe René est une actrice et entrepreneure québécoise née le 22 mai 1973 à Rio de Janeiro au Brésil.
Elle possède une chaîne de produits de bien-être.

## Biographie
Jacynthe René fonde son entreprise Maison Jacynthe en 2014, pour la vente d'huiles essentielles et de produits de beauté. Une chaîne de boutiques ayant pignon sur rue dans plusieurs villes du Québec s'ajoute progressivement aux opérations en ligne.
Les opérations commerciales de l'actrice ont été marquées de plusieurs controverses et d'une condamnation de la Cour du Québec.
L'entreprise a été reconnue coupable d'exercice illégal de la médecine au mois de mars 2021 par la Cour du Québec, après une intervention du Collège des médecins du Québec. La plainte concernait deux présentations vidéo données en direct par René elle-même de même que le naturopathe Christian Limoges, où René et Limoges ont incité leurs clients des traitements tels l'irrigation du côlon pour des conditions médicales spécifiques, dont la diarrhée, les maux de tête et de la fatigue. Une amende de 19 000 $ a été imposée par la cour. Il n'est pas permis, au Québec comme dans maintes juridictions, de prodiguer des conseils médicaux en laissant l'impression d'être qualifié pour pratiquer la médecine.
En septembre 2022, la Cour supérieure du Québec ordonne à la Cour du Québec de refaire ses devoirs, trouvant des erreurs de terminologie dans le jugement. La cour émet un nouveau jugement confirmant le verdict de culpabilité. La Cour supérieure refuse d'entendre un nouvel appel de la cause en août 2024, la juge Geeta Narang estimant que les arguments invoqués par les avocats de René ne constituent pas des motifs d'appel valables.
Au début de la pandémie de COVID-19, Jacynthe René concentre les activités de sa boutique sur des huiles essentielles qu'elle dit « anti-virales » et d'autres substances dont la quercétine, qui « protégerait contre presque toutes les maladies ». L'information a été retirée du site web de l'entreprise après des reportages dans les médias québécois et les avertissements de spécialistes en santé publique,,.

### Vie privée
Mère de deux garçons Louis et Charles, Jacynthe René donne naissance à son troisième fils en 2016.

## Filmographie

### Actrice

#### Cinéma
- 1997 : J'en suis ! : Solange
- 1998 : Snake Eyes : couple n° 1
- 1999 : Souvenirs intimes : Maggie
- 2001 : Crème glacée, chocolat et autres consolations : Judith
- 2002 : Pluto Nash : Babette
- 2004 : Bonzaïon : Rosalie
- 2008 : La Ligne brisée : Lysanne
- 2009 : Caido : Mathilde
- 2017 : Identités

#### Courts-métrages
- 2009 : Rosa Kimono

#### Télévision

##### Séries télévisées
- 1990 : Watatatow
- 1993 : La petite vie : infirmière
- 1996 : Urgence : infirmière Arielle Michaud
- 1999 : Diva : Caroline Hallback
- 2001 : Avoir su... : Mélanie
- 2004 : Caméra café : Élizabeth
- 2005 : Au nom de la loi : Céline Desjardins
- 2006-2008 : Casino : Lysandre
- 2013 : 30 vies : Véronique Aubé
- 2014-2015 : Les Jeunes Loups : Marianne Desbiens
- 2018 : Ruptures : Mélanie Duclos
- 2021 : Cerebrum : Sophie Bérubé-Lacroix
- 2021 : Clash : Anick Nelson
- 2022 : Indéfendable : Laurence Fortier

### Productrice

#### Cinéma
- 2004 : Bonzaïon